# Institut d'études des États-Unis et du Canada
 (décembre 2022).
L'Institut d'études des États-Unis et du Canada (russe : нститут США и Канады РАН, Institut SShA i Kanadi RAN, acronyme : ISKRAN) est un think tank de l'académie russe des sciences consacré comme son nom l'indique à l'étude de la civilisation de ces pays nord-américains.

## Historique

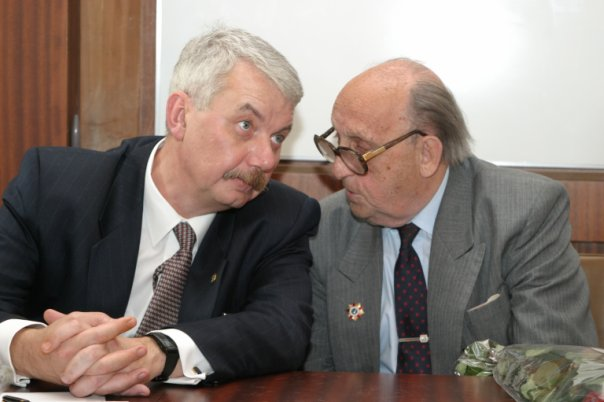
L'actuel directeur Rogov et le fondateur Arbatov en 2005.

Il est fondé en 1967 par le professeur Gueorgui Arbatov ((ru) Гео́ргий Арка́дьевич Арба́тов) dans le cadre de ce qui était alors l'académie des sciences d'URSS.
L'ISKRAN a joué un rôle important dans le processus de fabrication des décisions de politique étrangère de l'Union des républiques socialistes soviétiques durant la guerre froide. Ses spécialistes ont la responsabilité de fournir des informations objectives aux hauts dirigeants soviétiques sur l'économie, le développement politique et militaire des États-Unis. L'ISKRAN comprenait également un département qui a fourni des bourses très compétitives pour les études sur les États-Unis et le Canada.
Les spécialistes de l'ISKRAN ont été parmi les architectes de la détente politique du côté soviétique et, plus tard assisté les dirigeants soviétiques dans la préparation de toutes les opérations majeures de contrôle des armements avec les États-Unis. Le directeur de l'Institut, le Dr. Arbatov, a été conseiller personnel de Léonid Brejnev, Iouri Andropov, Konstantin Tchernenko et Mikhaïl Gorbatchev.

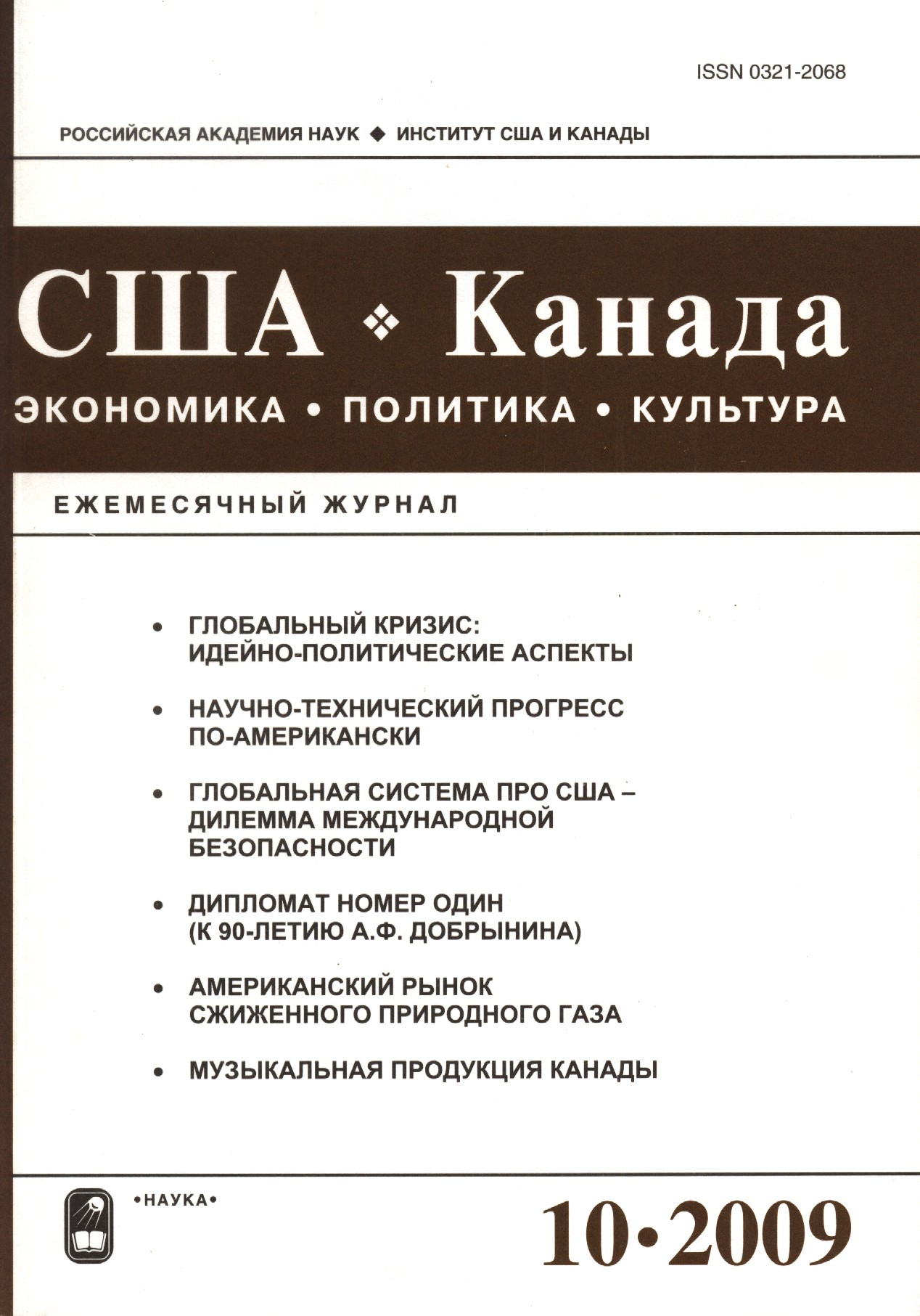
Couverture du mensuel USA-Canada: économies, politiques, culture d'octobre 2009.

À partir de 1970, l'institut publie le mensuel USA-Canada: économies, politiques, culture.
Depuis que les spécialistes de l'ISKRAN ont un accès direct aux données du monde occidental, ils ont réussi à surmonter les barrières idéologiques et à mieux comprendre la situation intérieure de l'Union soviétique et du bloc communiste à la fin des années 1970 - début des années 1980. Ainsi l'ISKRAN était l'un des principaux instituts soviétiques qui a initié et soutenu la politique de Perestroïka de Mikhaïl Gorbatchev à partir de 1985. 
Un de ses analystes militaires de haut rang, Vladimir Potachov, a travaillé pour la Central Intelligence Agency à partir de 1981. Dénoncé par Aldrich Ames, il est arrêté en juillet 1986, condamné à treize ans de prison et amnistié en 1992. 
L'ISKRAN prend son nom actuel en 1991 et reste l'un des principaux think tanks russes après la dislocation de l'URSS. Il a poursuivi ses études de questions politiques, économiques et militaires internationales et a conservé ses fonctions de consultations politiques et économiques des principaux organes du gouvernement russe.
Créée en 1992, l'association russe d'études canadiennes est depuis 2002 membre du Conseil international d’études canadiennes et compte 178 membres en 2012. Actuellement, l'institut est dirigé par Valery Garbuzov depuis 2016. 
Depuis 2000, il est  membre de l'Institut de Département Politique mondiale opérant dans le cadre de l'Université Académique d’État pour les sciences humaines. L'Institut organise des conférences, des ateliers, des débats sur les grands enjeux des relations internationales. De nombreux chercheurs et décideurs russes et étrangers donnent leurs cours dans L'ISKRAN. Certains des décideurs éminents russes ont étudié ou travaillé à l'ISKRAN.
En 2012, un classement de l'Université de Pennsylvanie le met au 6e rang des 122 think-tanks russes et au 28e rang des think-tanks d'Europe de l'Est.